# Чудской Бор
Чудской Бор — деревня в Трубникоборском сельском поселении Тосненского района Ленинградской области России.

## История
Впервые упоминается в Писцовой книге Водской пятины 1500 года как деревня Бор близ деревни Чермная Гора в Ильинском Тигодском погосте Новгородского уезда.
В переписи 1710 года в Ильинском Тигодском погосте упоминается деревня Чюцкой Бор, принадлежащая помещику Чертову.

ЧУДСКОЙ-БОР — деревня Чудско-Борского сельского общества, прихода села Померанья.

Дворов крестьянских
 — 52. Строений — 121, в том числе жилых — 57.

Число жителей по семейным спискам 1879 г.: 127 м. п., 144 ж. п.; по приходским сведениям 1879 г.: 129 м. п., 143 ж. п.;

Школа, 5 ветряных мельниц, 2 мелочные лавки, питейный дом. Жители занимаются извозом, вывозкой и пилкой дров. (1884 год)

Сборник Центрального статистического комитета описывал деревню так:

ЧУДСКОЙ БОР — деревня бывшая владельческая, дворов — 51, жителей — 243. Часовня, 2 лавки, 5 мельниц. (1885 год)

В конце XIX — начале XX века деревня административно относилась к Любанской волости 1-го стана 1-го земского участка Новгородского уезда Новгородской губернии.

ЧУДСКОЙ БОР — погост на церковной земле, дворов — 3, жилых домов — 3, число жителей: 4 м. п., 4 ж. п.

Занятия жителей — земледелие, причт. Церковь.

ЧУДСКОЙ БОР (или ГРЯЗНЫЙ БОР) — деревня Чудско-Борского сельского общества, дворов — 67, жилых домов — 82, число жителей: 172 м. п., 191 ж. п.

Занятия жителей — земледелие, торговля камнем. Школа, часовня, хлебозапасный магазин, паровая мельница, 2 мелочных лавки. (1907 год)

Согласно военно-топографической карте Петроградской и Новгородской губерний издания 1917 года, деревня Чудской Бор состояла из 59 крестьянских дворов. В деревне находилась церковь.
С 1917 по 1927 год деревня Чудской Бор входила в состав Любанской волости Новгородского уезда Новгородской губернии.
С 1927 года в составе Чудскоборского сельсовета Любанского района.
С 1930 года в составе Тосненского сельсовета Тосненского района.
По данным 1933 года деревня Чудской Бор являлась административным центром Чудскоборского сельсовета Тосненского района, в который входили 7 населённых пунктов: деревни Бим-Дуброво, Дрогатино, Коколеврик, Ляды, Луполь, Черемная Гора, Чудской Бор, общей численностью населения 1710 человек.
По данным 1936 года в состав Чудскоборского сельсовета входили 12 населённых пунктов, 293 хозяйства и 6 колхозов.

План деревни Чудской Бор. 1937 год

Согласно топографической карте 1937 года деревня насчитывала 90 дворов. В деревне находились почта, школа и сельсовет.
С 1 сентября 1941 года по 31 декабря 1943 года деревня находилась в оккупации.
В 1958 году население деревни Чудской Бор составляло 188 человек.
По данным 1966 и 1973 годов деревня Чудской Двор также входила в состав Чудскоборского сельсовета и являлась его административным центром.
По данным 1990 года деревня Чудской Двор являлась административным центром Чудскоборского сельсовета, в который входили 8 населённых пунктов: деревни Большая Горка, Большая Кунесть, Дроздово, Коколаврик, Померанье, Черемная Гора, Чудской Двор и посёлок Крамик, общей численностью населения 622 человека. В деревне Чудской Двор проживали 215 человек.
В 1997 году в деревне Чудской Двор Чудскоборской волости проживали 207 человек, в 2002 году — 226 человек (русские — 95 %).
В 2007 году в деревне Чудской Двор Трубникоборского СП — 197 человек.

## География
Деревня расположена в восточной части района на автодороге 41К-840 (Померанье — Чудской Бор), к северу от центра поселения — деревни Трубников Бор.
Расстояние до административного центра поселения — 14 км. Расстояние до районного центра — 47 км.
Расстояние до ближайшей железнодорожной платформы Померанье — 7 км.
К востоку от деревни протекает река Тигода.

## Демография
| 2007 | 2010 | 2017 |
| ---- | ---- | ---- |
| 197  | ↘161 | ↘157 |

## Улицы
Новая, Совхозная, Центральная.